# 田向経兼
田向 経兼（たむけ つねかね）は、室町時代前期の公家。田向資蔭の子。叔母の庭田資子が崇光天皇の典侍として伏見宮栄仁親王を生んで以来伏見宮家との関わりが深く、その近習を務めた。

## 概要
応永18年（1411年）12月に右中将から従三位非参議に、同28年（1420年）7月には参議となり、翌年正月に正三位に叙され、永享2年（1430年）に従二位に叙された。『看聞日記』では、参議任官以前は「三位」「三品」「綾小路三位」、任官後に「宰相」「源宰相」「綾小路宰相」、参議辞任後は「前宰相」「綾小路前宰相」と呼ばれている。田向家は伏見宮家の近習の筆頭であり、経兼は連歌会などの日常行事だけでなく伏見宮貞成親王元服の奉行人や伏見荘奉行人を務めたり、伏見宮家の使者として京都との調整にあたるなど伏見宮家政に大きな影響力を有した。
伏見では芝俊阿亭に寄宿していたが、応永23年（1416年）10月には伏見宮栄仁親王から宝厳院敷地の一部（庭田亭東面）を与えられ屋敷を建てた。永享2年（1430年）7月には、将軍・足利義教の右大将拝賀に供奉しなかったことで不興を買い中納言昇進が取り消された。10月には義教の「義」との音通を憚り経良を経兼と改名して、12月の義教の伏見宮御所訪問の際には、義教に配慮して経兼・長資・近衛局（一条局）の父子3人の祇候が差し控えられた。同月末には伏見荘奉行職を辞任している。その後も義教を避け貞成親王の京都移徒に際して家領の山城国大野荘に隠遁したものの、永享8年（1436年）3月には大野荘も幕府に没収されたことから、同年4月26日に法安寺において出家し、息子の隆経がいる仁和寺大教院に隠居した。義教の死後は再び貞成親王に近仕し、享徳2年（1453年）5月12日に85歳で没した。